# Клергут
Клергу́т (фр. Clairegoutte) — коммуна во Франции, находится в регионе Франш-Конте. Департамент — Верхняя Сона. Входит в состав кантона Шампанье. Округ коммуны — Люр.
Код INSEE коммуны — 70157.

## География
Коммуна расположена приблизительно в 350 км к юго-востоку от Парижа, в 65 км северо-восточнее Безансона, в 36 км к востоку от Везуля.
Восточная часть коммуны покрыта лесами.

## Население
Население коммуны на 2010 год составляло 408 человек.
| 1962 | 1968 | 1975 | 1982 | 1990 | 1999 | 2010 |
| ---- | ---- | ---- | ---- | ---- | ---- | ---- |
| 403  | 378  | 384  | 414  | 384  | 441  | 408  |

## Администрация
| Период | Период | Фамилия      | Партия | Примечания |
| ------ | ------ | ------------ | ------ | ---------- |
| 2001   | 2008   | Мишель Марке |        |            |
| 2008   | 2014   | Катрин Гио   |        |            |

## Экономика
В 2010 году среди 269 человек трудоспособного возраста (15—64 лет) 197 были экономически активными, 72 — неактивными (показатель активности — 73,2 %, в 1999 году было 69,5 %). Из 197 активных жителей работали 171 человек (96 мужчин и 75 женщин), безработных было 26 (10 мужчин и 16 женщин). Среди 72 неактивных 20 человек были учениками или студентами, 23 — пенсионерами, 29 были неактивными по другим причинам.

## Достопримечательности
- Протестантская церковь (XVIII век). Исторический памятник с 1991 года[3]
- Ферма и гвоздильная фабрика (XIX век). Исторический памятник с 1992 года[4]

## Фотогалерея
- Клергут
- Протестантская церковь
- Мэрия
- Просветительный центр